# Мерло (Золочівська селищна громада)
Ме́рло —  село в Золочівській громаді Богодухівського району Харківської області України. Населення становить 49 осіб.

## Географія
Село Мерло знаходиться на лівому березі річки Мерла. Вище за течією, на відстані 3 км, розташоване село Писарівка, нижче за течією примикає село Мерло (Богодухівська міська громада), на протилежному березі розташоване село Малижине.

## Історія
12 червня 2020 року, розпорядженням Кабінету Міністрів України № 725-р «Про визначення адміністративних центрів та затвердження територій територіальних громад Харківської області», увійшло до складу Золочівської селищної громади.
19 липня 2020 року, в результаті адміністративно-територіальної реформи та ліквідації Золочівського району, село увійшло до складу Богодухівського району.